# Bylgides belfastensis
Bylgides belfastensis är en ringmaskart som beskrevs av Pettibone 1993. Bylgides belfastensis ingår i släktet Bylgides och familjen Polynoidae. Inga underarter finns listade i Catalogue of Life.